# Jean-Pierre Bohard
Jean-Pierre Bohard (* 3. Februar 1969) ist ein ehemaliger französischer Nordischer Kombinierer.
Seine erste Platzierung in den Punkterängen in einem Wettbewerb im Rahmen des Weltcups der Nordischen Kombination erzielte Bohard am 17. Januar 1987 in Autrans, als er in einem Gundersen-Wettkampf von der Normalschanze mit einer sich daran anschließenden Langlaufdistanz über 15 Kilometer den 14. Platz belegte. Dies war zugleich sein bestes Resultat überhaupt in dieser Wettbewerbsserie. Etwas mehr als ein Jahr später, am 23. Januar 1988 konnte er beim Weltcup in Seefeld mit dem 15. Platz einen weiteren Weltcuppunkt erreichen. Bohard nahm an den Olympischen Winterspielen 1988 im kanadischen Calgary teil. Dort erzielte er Platz 39 im Einzel und wurde gemeinsam mit Xavier Girard und Fabrice Guy Achter im Teamwettbewerb. Bei den Nordischen Junioren-Skiweltmeisterschaften 1989 gewann er im Team mit Girard und Francis Repellin die Silbermedaille.
| Saison  | Platz | Punkte |
| ------- | ----- | ------ |
| 1986/87 | 40.   | 2      |
| 1987/88 | 38.   | 1      |